# Базилевич Василь Митрофанович
Васи́ль Митрофа́нович Базиле́вич (нар. 31 грудня 1892 (12 січня 1893), Київ — грудень 1942, Таганрог, Росія) — український історик, архівіст, краєзнавець, музеєзнавець. Член і секретар Історичного товариства Нестора Літописця (у 1917—1930 роках).

## Життєпис
Походив із старого купецького роду, син мирового судді. Закінчив І київську гімназію у 1910 р. та історико-філологічний факультет Університету Св. Володимира у 1915 р., де навчався у М. В. Довнар-Запольського. Брав участь в Історико-етнографічному гуртку, був бібліотекарем історико-філологічного семінару.
Друкуватись почав раніше за своїх товаришів (зб. «Молодые побеги». Вып. 1-2. 1906-11), вміщував хронікальні замітки у газеті «Киевлянин». Брав участь у нездійсненому проекті М. В. Довнар-Запольського «рос. Памятники по международно-правовой истории Украины, 1648–1918» .
У 1919 р. разом із С. І. Масловим створив при історико-філологічному факультеті Музей війни і революції (фонди перейшли до Істпарту). Викладав у київському Археологічному інституті (курси генеалогії, геральдики та сфрагістики), на Всеукраїнських музейних курсах (курси палеографії, епіграфіки, хронології, сфрагістики, геральдики й нумізматики, 1933—1934 рр.).
Був секретарем Історичного товариства Нестора Літописця (після С. І. Маслова) та київської краєвої комісії з охорони пам'яток старовини Наркомосу. Під керівництвом Д. Багалія працював у ВУАН над історією декабристів в Україні, брав участь у збірниках «Декабристи на Україні» (кн. І-ІІ. 1926-30) та «Рух декабристів» (1926).
Лишив праці з різних питань києвознавства, про Пушкіна, Грибоєдова, Гете. Працював у Комісії соціально-економічної історії України та Комісії Біографічного словника ВУАН. Виявив документи про перебування в Україні Бальзака (Життя й революція. 1933. № 1). Опублікував мемуари Й. Руліковського (рос. Воспоминания и рассказы деятелей тайных обществ 1820-х годов. Т. 2. М., 1933). Зібрав бібліографічні матеріали про зв'язки Гоголя з українською літературою, що лягли в основу публікації Л. М. Добровольського та В. М. Лаврова (рос. Н. В. Гоголь. Материалы и исследования. Т. 1. М.; Л., 1936). Узяв участь у підготовці багатотомної збірки праць Д. Багалія.
По лінії київського Дому вчених як член його екскурсійної комісії керував численними екскурсіями до Межигір'я, Кирилівської церкви, на Звіринець, на Поділ, для огляду фресок Софійського собору.
Був ідеалістом, глибоко релігійною особою, вирізнявся на тлі тодішньої дійсності. Зазнав кілька арештів — 1923 р. (у зв'язку з процесом «Центру дій», двічі), 1932 р., 1935 р. (засланий до Іркутського концтабору). Під час арешту 1935 р. було вилучено його коштовну бібліотеку (він нагромадив зокрема велику збірку київських газет 1917—1922 рр.) й книжку протоколів Історичного товариства Нестора-літописця за останні 14 років його існування. Був засланий до Біробіджанської республіки (звільнений в 1940 р.). У зв'язку з забороною повернутись до м. Києва оселився у м. Таганрозі, де одержав посаду завідувача музею. Встиг опублікувати кілька праць з місцевого краєзнавства. Після доносу розстріляний гестапо за спробу перешкодити вивезенню музейних коштовностей до Німеччини. Рештки архіву Базилевича зберігаються в ЦДІАК України (Ф. 833).

## Вшанування пам'яті
- 15 січня 2013 року в Києві відбулася науково-краєзнавча конференція «Грані таланту та трагізм долі» до 120-річчя від дня народження історика, краєзнавця, музеолога, архівіста, бібліофіла Василя Базилевича. Організаторами конференції стали Історичний факультет Київського національного університету ім. Тараса Шевченка,  Історико-меморіальний музей Михайла Грушевського та Київська обласна організація Національної спілки краєзнавців України[2].
- 11 січня 2023 року Центральний державний історичний архів України (Київ) представив документальну виставку на вшанування пам'яті українського історика, архівіста, краєзнавця, професора Київського університету Василя Митрофановича Базилевича[3].